# برتون غوي (تشيشير)
برتون غوي (بالإنجليزية: Burton, Gowy)‏ هي قرية و أبرشية مدنية تقع في المملكة المتحدة في إنجلترا. يقدر عدد سكانها بـ 50 نسمة .